# 4 юли
4 юли е 185-ият ден в годината според григорианския календар (186-и през високосна). Остават 180 дни до края на годината.

## Събития
- 1054 г. – Свръхнова с наименование SN 1054 е забелязана за пръв път от династията Сун, араби и вероятно от американски индианци в близост до звездата Зета Таури. За няколко месеца е достатъчно ярка, за да може да се наблюдава и през деня. Формирана е от остатъците на т.нар. Ракообразна мъглявина.
- 1456 г. – Османската армия, предвождана от Мехмед II, започва обсадата на Белград.
- 1776 г. – На континентален конгрес във Филаделфия е подписана американската Декларация за независимост, която обявява, че Тринадесет колонии престават да бъдат част от Британската империя.
- 1802 г. – Открита е Военната академия на Съединените щати в Уест Пойнт.
- 1879 г. – Англо-зулуската война приключва.
- 1894 г. – Хавайските острови са провъзгласени за република за кратко време.
- 1898 г. – При морска катастрофа между френския параход „Ла Бургон“ и английския търговски кораб „Кромартишир“ загиват 560 души.
- 1906 г. – Великобритания, Франция и Италия дават независимост на Етиопия.
- 1916 г. – Учреден е Военноисторическият музей в София.
- 1941 г. – В Рига латвийски националисти, сътрудници на Нацистка Германия, разрушават всички синагоги и убиват над 400 евреи.
- 1942 г. – Приключва обсадата на Севастопол, с което градът е завладян от страните от Оста.
- 1943 г. – Втората световна война: В Гибралтар бомбардировач „Либърейтър II“ на Кралски ВВС се разбива в морето миг след излитане и убива 16 пътници на борда, включително генерал Владислав Шикорски, главнокомандващ на полската армия и министър-председател на полското правителство в изгнание; само пилотът оцелява.
- 1946 г. – След 381 години колониално управление, Филипините получават независимост от САЩ.
- 1959 г. – Каймановите острови се отделят от Ямайка и стават част от Обединеното Кралство.
- 1971 г. – Ловчанският митрополит Максим е избран за Български патриарх.
- 1997 г. – Космическият апарат на НАСА Марс Патфайндър каца успешно на Марс.
- 1999 г. – Американският състезател по тенис на корт Пийт Сампрас става най-титулувания тенисист в света.
- 2002 г. – Самолет „Боинг 707“ на „Престиж Еърлайнс“ се разбива близо до летище „Банги“, Централноафриканската република и убива 28 души.
- 2004 г. – Гърция побеждава Португалия с 1:0 на финала на Евро 2004.
- 2005 г. – Космическата сонда на НАСА „Дийп Импакт“ успешно се сблъсква с ядрото на кометата Темпел 1, изривайки късове от вътрешността на ядрото за изучаване.

## Родени
- 1546 г. – Мурад III, султан на Османската империя († 1595 г.)
- 1795 г. – Карл Айхвалд, руски учен († 1876 г.)
- 1804 г. – Натаниел Хоторн, американски писател († 1864 г.)
- 1807 г. – Джузепе Гарибалди, италиански патриот († 1882 г.)
- 1807 г. – Мариано Гуадалупе Валехо, американски военен и политик († 1890 г.)
- 1826 г. – Стивън Фостър, американски композитор († 1864 г.)
- 1872 г. – Калвин Кулидж, 30-и президент на САЩ († 1933 г.)
- 1881 г. – Богомил Радославов, български учен по минно инженерство († 1953 г.)
- 1883 г. – Петър Мутафчиев, български историк († 1943 г.)
- 1902 г. – Майър Лански, американски мафиот († 1983 г.)
- 1910 г. – Глория Стюарт, американска актриса († 2010 г.)
- 1915 г. – Кристине Лавант, австрийска поетеса, белетристка и художничка († 1973 г.)
- 1921 г. – Джерард Дебрю, американски икономист с френски произход, Нобелов лауреат († 2004 г.)
- 1926 г. – Алфредо Ди Стефано, аржентински футболист († 2014 г.)
- 1927 г. – Джина Лолобриджида, италианска актриса († 2023 г.)
- 1928 г. – Патрик Тили, британски писател († 2020 г.)
- 1929 г. – Тодор Рачински, български аграрен учен († 1980 г.)
- 1930 г. – Щефан Ухер, словашки режисьор († 1993 г.)
- 1935 г. – Кейносуке Еноеда, японски каратист († 2003 г.)
- 1941 г. – Томаж Шаламун, словенски поет († 2014 г.)
- 1944 г. – Алберт Капенгут, американски шахматист
- 1947 г. – Михаил Мутафов, български актьор
- 1954 г. – Александър Хайтов, български скулптор
- 1955 г. – Диян Мачев, български актьор
- 1960 г. – Роланд Ратценбергер, австрийски пилот от Формула 1 († 1994 г.)
- 1964 г. – Еди Рама, албански политик
- 1965 г. – Джанкарло Мароки, италиански футболист
- 1969 г. – Атанас Джамбазки, български футболист
- 1972 г. – Алексей Широв, испански шахматист
- 1972 г. – Нина Бадрич, хърватска певица и текстописец
- 1973 г. – Гакт Камуи, японски певец
- 1974 г. – Серафим Неврокопски, български висш духовник, митрополит на Неврокопската епархия
- 1977 г. – Весела Казакова, българска актриса
- 1995 г. – Пост Малоун, американски изпълнител
- 1999 г. – Марио Василев, български актьор
- 1999 г. – Илиана Аладжова, българска национална, европейска шампионка по карате. Има трето място на световното от 2016.

## Починали
- 965 г. – Бенедикт V, римски папа (* ? г.)
- 1296 г. – Конрад фон Фойхтванген, немски аристократ (* ок. 1230 г.)
- 1541 г. – Педро де Алварадо, испански конкистадор (* 1495 г.)
- 1546 г. – Хайредин Барбароса, алжирски владетел (* 1478 г.)
- 1826 г. – Джон Адамс, 2-ри президент на САЩ (* 1735 г.)
- 1826 г. – Томас Джеферсън, 3-ти президент на САЩ (* 1743 г.)
- 1831 г. – Джеймс Монро, 5-и президент на САЩ (* 1758 г.)
- 1848 г. – Франсоа Рене дьо Шатобриан, френски писател (* 1768 г.)
- 1873 г. – Йохан Якоб Кауп, германски зоолог (* 1803 г.)
- 1888 г. – Теодор Щорм, германски писател (* 1817 г.)
- 1901 г. – Иван Котков, български революционер (* 1858 г.)
- 1902 г. – Свами Вивекананда, индийски гуру (* 1863 г.)
- 1907 г. – Атанас Кършаков, български революционер (* 1880 г.)
- 1910 г. – Джовани Скиапарели, италиански астроном (* 1835 г.)
- 1921 г. – Антони Грабовски, полски химик и есперантист (* 1857 г.)
- 1934 г. – Мария Кюри, полска физичка, Нобелов лауреат през 1903, Нобелов лауреат през 1911 (* 1867 г.)
- 1973 г. – Леонид Щейн, украински шахматист (* 1934 г.)
- 1974 г. – Амин ал Хусейни, палестински религиозен водач (* 1895 г.)
- 1976 г. – Йонатан Нетаняху, израелски командос (* 1946 г.)
- 1989 г. – Джак Хейг, британски актьор (* 1913 г.)
- 1989 г. – Леда Тасева, българска актриса (* 1926 г.)
- 1992 г. – Астор Пиацола, аржентински музикант (* 1921 г.)
- 1993 г. – Лола Гаос, испанска актриса (* 1921 г.)
- 2003 г. – Бари Уайт, американски певец (* 1944 г.)
- 2004 г. – Георги Джубрилов, български актьор (* 1938 г.)
- 2008 г. – Томас Диш, американски писател (* 1940 г.)
- 2011 г. – Ото фон Хабсбург, германски политик (* 1912 г.)
- 2015 г. – Неделчо Беронов, български юрист и политик (* 1928 г.)

## Празници
- ООН – Международен ден на кооперативите (за 2015 г.) – Отбелязва се от 1995 г. по инициатива на ООН през първата събота на юли
- България – Празник на град Велинград
- България – Боен празник на 9-и Пловдивски, 11-ви Сливенски и 3-ти артилерийски полкове
- САЩ – Ден на независимостта (от Великобритания, 1776 г., национален празник)
- Филипино-американския ден на приятелството (Филипините)